# مذنب بويثين
كان المذنب بويثين Boethin (رسميًا 85D / Boethin) مذنبًا دوريًا من عائلة المشتري، اكتشفه Leo Boethin في عام 1975. ظهر مرة أخرى في يناير 1986 كما هو متوقع. على الرغم من أن المذنب كان متوقعًا في المرة التالية عند الحضيض الشمسي في أبريل 1997، لم يتم الإبلاغ عن أي مشاهدة، واعتقد أن المذنب قد تفكك. ولم يتم مشاهدته منذ مارس 1986. ربما وصل المذنب إلى الحضيض في أواخر يوليو 2020، لكن عدم اليقين في موقع المذنب يبلغ مئات الملايين من الكيلومترات. طبقا للمدار القديم قد يصل المذنب إلى الحضيض حوالي في نوفمبر 2031.

## ظروف الاكتشاف
تم اكتشاف المذنب في ظروف غير عادية. كان المذنب 85D / Boethin أول مذنب يكتشفه مراقب في الفلبين. استغل ليو بويثين (1912-1998)، الذي تم تعيينه قسيسًا لمقاطعة أبرا في عام 1949، سماء لوزون المظلمة بشكل استثنائي لمراقبة المذنبات وزخات الشهب. وفي كانون الثاني (يناير) 1973، وجد أول مذنب مشتبه به بلغ قدره الظاهري 9.5 ماج، لكن رأه بويثين يتلاشى بعد بضع ليالٍ إلى القدر الظاهري 13 قبل أن يتمكن من إرسال برقية تحتوي على مشاهدته إلى بريان مارسد ن في المكتب المركزي للبرقيات الفلكية. أجاب مارسدن - المتشكك في التقرير - أن حدوث فورة نشطة قصيرة الأجل للمذنب كان ممكنًا لكن لا يمكن تأكيد الاكتشاف.
بعد مشاهدته الأولى للمذنب 85D / Boethin في 4-7 يناير 1975، أرسل بويثين خطاب تسليم خاص إلى مارسدن، للإبلاغ عن اكتشاف مذنب جديد محتمل بقدر ظاهري 12، باستخدام تلسكوبه 8 بوصات. قبل اختراع البريد الإلكتروني، كانت البرقيات باهظة الثمن، وقد اختار بويثين إرسال بريد إلكتروني هذه المرة. استغرق التقرير عشرة أيام للوصول إلى مارسدن، وبحلول ذلك الوقت جعل اكتمال القمر الرصد مستحيلًا. أجاب مارسدن أن التأخير كان مؤسفًا، وأن على بويتين محاولة إرسال التقارير المستقبلية بدلاً من إرسال الرسائل، الأمر الذي قد يستغرق أسابيع للوصول من مقاطعة أبرا النائية. لم يكن مارسدن متفائلاً بإمكانية استعادة المذنب. متحديًا الصعاب تمكن بويثين من مراقبة مذنبه مرة أخرى في أواخر يناير وأوائل فبراير، وأرسل برقية إلى المكتب المركزي للبرقيات الفلكية. باستخدام التقرير الجديد، تمكن مارسدن من حساب التقويم الفلكي للمذنب، وسرعان ما أكده مراقبون آخرون. أرسل مارسدن تهنئته قائلاً أن ظروف الاكتشاف كانت «لا تصدق تمامًا» وأن مثل هذا التأخير في التأكيد لم يسمع به منذ انهيار الاتصالات الدولية في الحرب العالمية الثانية.
كان المذنب 85D / Boethin باهتًا للغاية بالنسبة لاكتشاف مرئي، والذي لم يكن ممكنًا إلا في سماء مظلمة جدًا في مقاطعة أبرا. واجه المراقبون الذين لديهم تلسكوبات أكبر بكثير من بويثين صعوبات في رؤية المذنب. وأشار مارسدن إلى أن هذا كان صحيحًا أيضًا بالنسبة لتقارير بويتين السابقة من عام 1973، وربما ساهم في التأكيد غير الناجح في هذه الحالة. عرض اشتراكًا مجانيًا في نشرات IAU ، معربًا عن أمله في أن يتمكن بويثين من استخدام الأموال التي تم توفيرها من الاشتراك لدفع ثمن البرقيات في حالة الاكتشافات المستقبلية. لم يعثر بويثين على مذنب جديد مرة أخرى.
في عام 2003، لاحظ الفلكيان Gary Kronk و Brian Marsden أن الجرم الذي لاحظه ليو بويثين في عام 1973 كان في الواقع 104P / Kowal 2، والذي لم يتم اكتشافه رسميًا حتى عام 1979. ومن تقرير بويثين كان من الواضح أن المذنب Kowal 2 كان في انفجار كبير قصير في عام 1973.

## المـــدار
كان المذنب بويثين عبارة عن مذنب من عائلة المشتري بفترة مدارية تبلغ 11.81 سنة، وميل معتدل يبلغ 4.3 درجة. تم التقاطه في رنين مداري 1: 1 مع كوكب المشتري على الأقل في القرنين الماضيين. في وقت اكتشافه كان ثاني جسم معروف برنين كهذا بعد 56P / Slaughter-Burnham. وقد اقترح أن المذنبات في هذا الرنين قد تنشأ من كويكبات المشتري طروادة. وصل المذنب بويثين حتى مسافة 0.63 [[وحدة فلكية]] من كوكب المشتري في أغسطس 1995.

## الهدف من مهمة EPOXI - وفقدان المذنب
كان من المقرر أن يكون هدفًا لبعثة استكشاف المذنبات EPOXI التي تتولاها ناسا في ديسمبر 2008 ؛ ومع ذلك لم تتم مشاهدة المذنب ثانيا في الوقت المناسب لحساب  مساره  بدقة كافية، فعمل الفلكيون على توجيه المسبار  EPOXI إلى هدفه الاحتياطي 103بي/هارتلي . يُعتقد أن مذنب بويثين ربما يكون قد انقسم إلى أجزاء صغيرة جدًا للمشاهدة  البصرية. ونتيجة لذلك تم تغيير تصنيفه من 85P إلى 85D في 9 يونيو 2017، مما يدل على أنه فــٌقد وربما تفكك.

## اقرأ أيضا
- المذنب العظيم لعام 1843
- مذنب هيل-بوب
- مذنب أيسون
- مذنب هيكوتيك
- مذنب وست

## روابط خارجية
- محاكاة مدارية من JPL (Java) / Horizons Ephemeris
- 85D / Boethin - Seiichi Yoshida @ aerith.net
- 85P العناصر المدارية في الماضي والحاضر والمستقبل
- الوجهة: مفقود - اختفى مذنب استهدفه مرة واحدة من قبل بعثة ناسا (ساينتفك أمريكان - 23 أكتوبر 2012)
- «المركبة الفضائية ديب إمباكت فلايبي جاهزة لمهمة جديدة» (من موقع space.com ، 14 يوليو 2005)

قالب:PeriodicComets Navigator